# XO-3
XO-3 è una stella situata nella costellazione della Giraffa a circa 260 parsec dalla Terra. Essa è una stella di classe spettrale F5V, un po' più massiccia e calda del Sole.

## Sistema planetario
Attorno alla stella XO-3 è stato scoperto un pianeta, chiamato XO-3 b, che potrebbe essere un gigante gassoso ma anche, data la sua massa minima, una nana bruna.

### Prospetto sul sistema
| Pianeta | Tipo            | Massa           | Periodo orb.  | Sem. maggiore | Eccentricità |
| ------- | --------------- | --------------- | ------------- | ------------- | ------------ |
| b       | Gigante gassoso | 11,79 ± 0,59 M⊕ | 3,1915 giorni | 0,0454 UA     | 0,288        |